# Dragočevo
Dragočevo település Szerbiában, a Raskai körzet Novi Pazar községben.

## Népességváltozás
- 1948-ban 415 lakosa volt.
- 1953-ban 458 lakosa volt.
- 1961-ben 444 lakosa volt.
- 1971-ben 378 lakosa volt.
- 1981-ben 254 lakosa volt.
- 1991-ben 152 lakosa volt.
- 2002-ben 112 lakosa volt, akik mindannyian szerbek.